# Syrtis Major Planum
Il Syrtis Major Planum è una struttura geologica della superficie di Marte.